# Old Phone
"Old Phone" é uma canção gravada pelo músico inglês Ed Sheeran. Composta por Sheeran e co-produzida por Ilya Salmanzadeh e Blake Slatkin, foi lançada pelas editoras discográficas Gingerbread Man e Warner como o segundo single de Play (2025), o oitavo álbum de estúdio do artista, a 1 de Maio de 2025.

## Antecedentes e lançamento
Em Agosto de 2016, foi aberto um processo judicial contra Sheeran pela família de Ed Townsend, que alegava que "as composições melódicas, harmónicas e rítmicas de 'Thinking Out Loud' são substancialmente e/ou surpreendentemente semelhantes à composição de bateria" de "Let's Get It On" (1973), um tema co-composto por Townsend e gravado pelo músico norte-americano Marvin Gaye. Como resultado, o juíz do caso obrigou Sheeran a entregar os seus dispositivos eletrónicos como evidências, inclusive o telemóvel que ele usava na altura. Após isto, o músico enfrentou diversos problemas pessoais e uma série de tragédias inesperadas: o seu melhor amigo Jamal Edwards morreu de paragem cardíaca causada pelo consumo de drogas, a sua esposa Cherry Seaborn foi diagnosticada com um tumor enquanto estava grávida do seu segundo filho, e a morte da sua avó, cujo funeral ele teve de faltar devido a uma audiência no tribunal por causa do processo judicial. Embora este processo judicial tenha sido arquivado sem prejuízo em Fevereiro de 2017, dois anos mais tarde, o músico foi novamente processado por motivos semelhantes, desta vez por USD 100 milhões de indemnização por parte da Structured Asset Sales, detentores de um terço dos direitos de autor de "Let's Get It On". O caso foi ouvido por um júri na Cidade de Nova Iorque em 2023, que decidiu a favor de Sheeran.
Play foi anunciado como o oitavo álbum de estúdio de Sheeran em Março de 2025. "Azizam" foi lançado no mês seguinte como o primeiro single. Em uma entrevista em Abril, Sheeran revelou que pretendia lançar músicas "a cada duas ou três semanas," expressando não querer apenas lançar um single e logo de seguida o álbum. A concepção de "Old Phone" foi inspirada pelo revisitar ao telemóvel antigo ao qual o cantor perdeu acesso por conta do processo judicial. Neste telemóvel, o músico encontrou uma diversidade de ficheiros.  A 23 de Abril, Sheeran juntou-se ao músico Noah Kahan num pub de Nashville, Tennessee, para tocarem um conjunto de canções acústicas, incluindo a primeira performance de "Old Phone". "Acho que parece uma canção de Noah Kahan... é um momento de círculo completo para mim," descreveu Sheeran. No fim desse mês, o artista criou uma conta nostálgica no Instagram com fotos antigas inéditas e anunciou o lançamento de "Old Phone" como o segundo single de Play a 1 de Maio. A versão disponibilizada em disco de vinil de 7 polegadas inclui o tema "Rapture" como lado B.

## Estrutura musical e conteúdo
"Old Phone" foi composta por Sheeran enquanto ele se apresentava nos concertos da digressão +–=÷× na Índia, tendo ele imediatamente gravado a música no dia seguinte. A produção e arranjos ficaram também a cargo de Sheeran, com o auxílio de Ilya e Blake Slatkin. O músico descreveu "Old Phone" como "uma canção que deveria ter estado no meu álbum de estreia, mas também uma canção que não poderia ter escrito até ter vivido coisas da vida real que me aconteceram." A canção descreve Sheeran ficando quase paralisado com uma sensação avassaladora de perda, antes de dizer firmemente a si mesmo para abandonar esse estado.

## Créditos e pessoal
Os seguintes créditos foram adaptados do serviço Tidal:
| - Ed Sheeran — composição, produção, vozes principais, guitarra - Ilya Salmanzadeh - produção, teclados, vozes de apoio, programação, engenharia - Blake Slatkin - produção, teclados, vozes de apoio, programação, engenharia - Beoga - banjo, piano, cordas - Pino Palladino - baixo - Davide Rossi - violoncelo, viola, violino, arranjador de cordas - Gautam Sharma - dhol, percussão, pandeireta - Lemar Carter - bateria - Ganesh Murali - ghatam, pandeireta - Jayesh Kathak - güiro, khartal, shaker, pandeireta | - Dylan Day - guitarra - Tapas Ray - bandolim - Elvira Anderfjärd - vocais de apoio - Graham Archer - engenharia - Jeremy Lertola - engenharia - Michael Harris - engenharia - Spike Stent - misturador - Bryce Bordone - assistente de mistura - Matt Wolach - assistente de mistura - Stuart Hawkes - masterização |

## Desempenho nas tabelas musicais
Tabelas semanais
| País — Tabela musical (2025)                       | Posição de pico |
| -------------------------------------------------- | --------------- |
| Canadá — Hot 100 (Billboard)                       | 69              |
| Croácia — Airplay Radio Chart Top 100 (Top lista)  | 52              |
| Mundo — Global 200 (Billboard)                     | 75              |
| Japão — Hot Overseas (Billboard)                   | 5               |
| Lituânia — Top 100 Airplay (TopHit)                | 91              |
| Países Baixos — Single Top 100 (MegaCharts)        | 4               |
| Nova Zelândia — Hot 40 Singles (RMNZ)              | 5               |
| Noruega — Topp 40 Singles (VG-lista)               | 54              |
| Suécia — Top Singles Top 100 (Sverigetopplistan)   | 62              |
| Suíça — Top Singles Top 75 (Schweizer Hitparade)   | 61              |
| Reino Unido — Official Singles Chart Top 100 (OCC) | 17              |
| Estados Unidos — Billboard Hot 100                 | 89              |